# Furyfest
Furyfest est un festival de musique extrême (punk hardcore, metalcore, grindcore, metal extrême, etc.) créé en 2002 sous le nom de Hardcore Furyfest.
La deuxième édition a lieu à Rezé en 2003, puis le festival s'installe au Parc des expositions du Mans sous le nom de Furyfest. Le festival n'a plus lieu, car l'entreprise qui gérait ce festival a rencontré des problèmes financiers et matériels, et dépose le bilan fin 2005. Le successeur du Furyfest est le Hellfest qui se déroule désormais à Clisson (Loire-Atlantique).

## Historique

### Lancements et débuts
Une première association est créée en 2000 à Clisson sous le nom de « CLS CREW » dans le but d'organiser des concerts de metalcore et de punk hardcore dans la région de Nantes, ce qui permet de programmer des groupes comme Arkangel ou Poison the Well. Le succès rencontré par ces concerts permet de lancer un premier festival en juin 2002. Celui-ci prend le nom de Furyfest et réunit 400 personnes devant Agnostic Front, à Clisson, dans une salle du complexe sportif du Val-de-Moine,.
Le festival est relancé les années suivantes. Celui-ci attire 7 000 personnes pour Sick of It All et Youth of Today en 2003. Le format passe à deux jours et, faute de disponibilité de salle à Clisson, la Halle de la Trocardière (Rezé) héberge cette seconde édition. Le fonctionnement du festival est lui aussi revu : l'association « MAN.IN.FEST » est créée pour se charger de l'organisation de celui-ci, l'édition 2003 ayant dégagé 30 000 euros de bénéfices, Benjamin Barbaud, un des fondateurs, devient salarié de la structure. En 2004, le festival déménage au Mans et se tient au Parc des expositions faisant face au circuit Bugatti, où il attire 21 000 spectateurs pour Slipknot et Soulfly.
Après un déficit en 2004, l'édition 2005 héritant du passif, l'équipe organisatrice se décide à léguer les droits du festival à d'autres promoteurs et à se limiter à l'organisation. Cette fois-ci 30 000 entrées sont enregistrées au Mans, en trois jours, pour assister sur trois scènes aux concerts de Slayer, Motörhead, ou Anthrax, mais les problèmes financiers s'aggravent, avec la disparition des promoteurs partis avec 600 000 euros de recette, ce qui signe la fin de ce festival,,.
En 2006, avec de nouveaux producteurs, le festival reprend forme et devient le Hellfest,.

## Programmation

### 2002
- Agnostic Front
- Burn Hollywood Burn
- Inside Conflict
- Right For Life
- Skarhead
- Strife
- Value Driven
- Revive

### 2003
- 25 Ta Life
- Angel Crew
- Blockheads
- Born From Pain
- Burning Heads
- Cannibal Corpse (remplacé par Yattering)
- Candiria
- Closet Monster
- Condkoï
- Crankset
- Eden Maine
- Entombed
- The Exploited
- Fat Society
- Gojira
- Kickback
- Kill Your Idols
- Knut
- Last Quiet Time
- Lyzanxia
- Madball
- Misconduct
- Most Precious Blood
- Nostromo
- Papyboarding
- Right 4 Life
- Sick of It All
- Victims of Society
- Yattering (en remplacement de Cannibal Corpse)
- Youth of Today

### 2004
- 8 Control
- Aborted
- Actions Fall Short
- Agnostic Front
- Banane Metalik
- Benighted
- Blood for Blood
- Born From Pain
- Burst
- Caliban
- Carnal Forge
- Chimaira
- Comity
- Curl Up And Die
- Dead Line
- Defdump
- Dew-Scented
- The Dillinger Escape Plan
- Discharge
- Disturb
- Doggystyle
- Do or Die
- Dropkick Murphys
- Dying Fetus
- Elektrika
- Eradicate
- E.Town Concrete
- Fear Factory
- FTX
- Funeral For A Friend
- Gojira
- Give Up The Ghosts
- Gronibard
- Hatebreed
- The Haunted
- The Hope Conspiracy
- I Defy
- Ignite
- Imply in All* Killswitch Engage
- Jetsex
- Jr Ewing
- Korum
- Life Kit
- Loudblast
- Mad Sin
- Malevolent Creation
- Meshuggah
- Morbid Angel
- Morgue
- Nasum
- No Compromise
- Paint the Town Red
- Peter Pan Speedrock
- Scarve
- Shai Hulud
- Skinless
- Slipknot
- Soulfly
- Stampin' Ground
- Street Dogs
- Suffocation
- Sworn Enemy
- Tantrum
- Terror
- Testament
- Textures
- Throwdown
- Transmission 0
- Unsane
- Vitamin X
- Walls of Jericho
- Zeke

### 2005
- 25 Ta Life
- 100 Demons
- 999
- Aborted
- After Forever
- Amen
- Amon Amarth
- Anorexia Nervosa
- Anthrax
- Anti-Flag
- Arch Enemy
- Ark Angel
- Backfire
- Beecher
- Behemoth
- Black Bomb A
- Bleeding Through
- The Business
- Cataract
- Cephalic Carnage
- Coprofago
- Crisis
- Cult of Luna
- Dark Tranquility
- Diecast
- Discipline
- Dimmu Borgir
- Dissection
- Enslaved
- Envy
- Epica
- Eths
- Everybody Gets Hurt
- The Exploited
- Fantômas
- Flogging Molly
- Furia
- GTI
- H2O
- Harley's War
- Hell Motel
- High On Fire
- The (International) Noise Conspiracy
- Illdisposed
- Immolation
- In Flames
- Inside Conflict
- Integrity
- Jello Biafra avec The Melvins
- Jesu
- Kreator
- Kruger
- Lacuna Coil
- Last Resort
- Leng Tch'e
- Lofofora
- Madball
- Malkovich
- Maroon
- Mastodon
- Megadeth
- Merauder
- The Misfits
- Most Precious Blood
- Motörhead
- Murphy's Law
- My Dying Bride
- Napalm Death
- Necrophagist
- Nevrotic Explosion
- Neurosis
- Obituary
- The Old Dead Tree
- Paint It Black
- Pennywise
- Reveal
- Right 4 Life
- Samael
- Sick Of It All
- Sikth
- Slayer
- Soilwork
- Stretch Arm Strong
- Sunn O)))
- Talian Dorogd
- Trepalium
- Turbonegro
- Ultra Vomit
- Uncommonmenfrommars
- U.S. Bombs
- Walls of Jericho
- War Scars
- X-Vision
- Zao
- Zuul FX